# Mnesampela privata
Mnesampela privata là một loài bướm đêm trong họ Geometridae.

## Hình ảnh

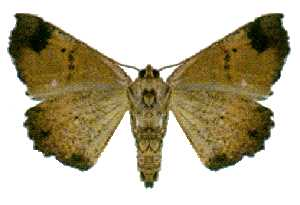
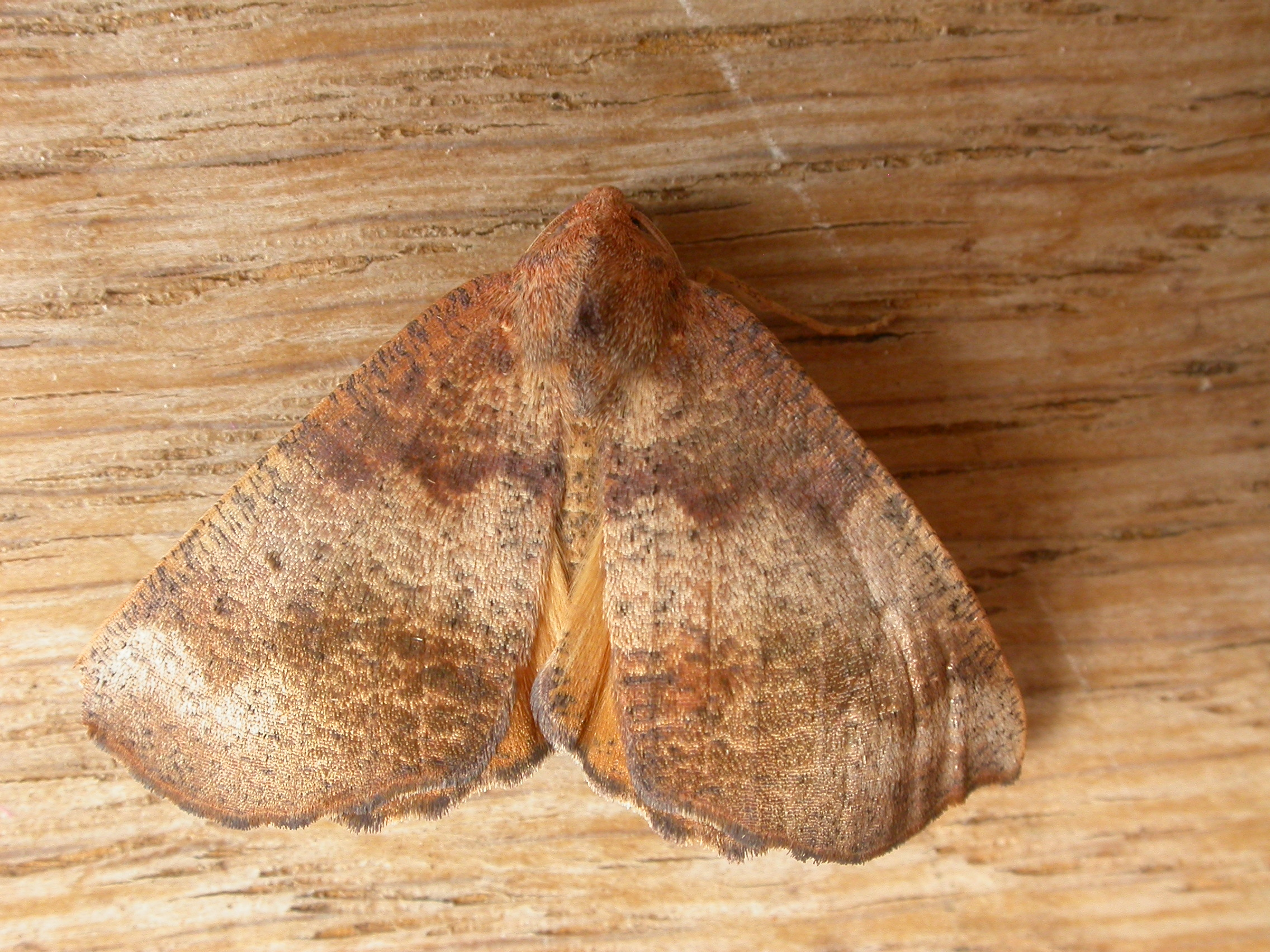